# Đàm Hoàng Vũ
Đàm Hoàng Vũ (sinh năm 1959) là kiểm sát viên cao cấp Việt Nam, nguyên Viện trưởng Viện kiểm sát nhân dân tỉnh Cà Mau.

## Tiểu sử
Đàm Hoàng Vũ sinh năm 1959, quê quán tại huyện Hồng Dân, tỉnh Bạc Liêu.
Đàm Hoàng Vũ từng giữ chức vụ Viện trưởng Viện kiểm sát nhân dân huyện U Minh, tỉnh Cà Mau và Viện trưởng Viện kiểm sát nhân dân thành phố Cà Mau, tỉnh Cà Mau.
Ngày 17 tháng 11 năm 2008, Viện trưởng Viện kiểm sát nhân dân tối cao Việt Nam cách chức Viện trưởng Viện kiểm sát nhân dân tỉnh Cà Mau đối với ông Trần Công Lộc do có sai phạm trong việc bỏ lọt tội phạm và gian dối kê khai tài sản, đồng thời bổ nhiệm Đàm Hoàng Vũ, Phó Viện trưởng Viện kiểm sát nhân dân tỉnh Cà Mau thay thế.
Từ năm 2008 đến tháng 9 năm 2019, Đàm Hoàng Vũ là Viện trưởng Viện kiểm sát nhân dân tỉnh Cà Mau.
Ngày 19 tháng 4 năm 2017, Đàm Hoàng Vũ được trao quyết định bổ nhiệm chức danh kiểm sát viên cao cấp.
Từ tháng 9 năm 2019, ông nghỉ hưu. Tính đến lúc nghỉ hưu ông đã có hơn 40 cống hiến cho ngành kiểm sát tỉnh Cà Mau.